# Complex arqueològic Bactriana-Margiana

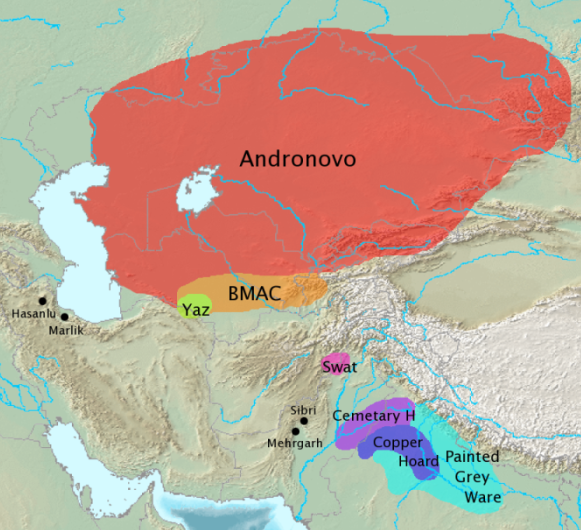
Cultures arqueològiques associades amb la migració indoirania (segons la EIEC):
- Cultura d'Andrónovo
- BMAC (complex arqueològic Bactriana-Margiana)
- Cultura Yaz:
cultures arqueològiques associades amb la migració indoària:
- Cultura del riu Swat (cultura de tombes de Gandhara)
- Cultura del Cementeri H
- Cultura Copper Hoard (cultura dels dipòsits de coure)
- Cultura Painted Grey Ware (ceràmica grisa pintada)

El complex arqueològic Bactriana-Margiana, (en anglès:BMAC: Bactriana-Margiana Archaeological Complex) o be Cultura del riu Oxus, és la designació arqueològica moderna de l'edat del bronze de la cultura de l'Àsia central, datat del 2400-1600 aC, i on es troba hui Turkmenistan, nord de l'Afganistan, sud d'Uzbekistan i oest de Tadjikistan, i se centra sobre el riu Amudarià (l'Oxus dels antics grecs).
El lloc va ser descobert i anomenat per l'arqueòleg uzbek Viktor Sarianidi el 1976 (nascut a Tashkent, que es troba a l'interior d'aquesta zona, de 1.100 km d'est a oest, i 300 km de nord a sud).
Bactriana va ser el nom grec de l'àrea de Bactra (hui Balkh), que ara és al nord de l'Afganistan, i Margiana fou el nom grec del sàtrapa persa de Margu, la capital que hui és Merv, situada a Turkmenistan.

## Resum
Les excavacions de Sarianidi a partir de finals dels anys setanta van revelar nombroses estructures monumentals en molts llocs diferents, incloent-hi Delbaryín, l'oasi Dashly, Tojolok 21, Gonur, Keleli, Sapeli i Yarkutan.
Els llocs foren fortificats amb parets i portes impressionants.
Els informes de la cultura bactriomargiana foren confinats als diaris soviètics i ignorats per occident fins als últims anys de la Unió Soviètica, com també es van ignorar els resultats del treball de Sarianidi fins que no es traduïren a l'anglès en els anys noranta.
Les dades del carboni-14 suggereixen que el complex es va crear a l'últim segle del tercer mil·lenni ae i el primer quart del segon mil·lenni aC.
Els erudits no coincideixen sobre els orígens d'aquesta cultura bactriomargiana, o el seu declivi.
La seua cultura desaparegué dels registres arqueològics pocs segles després de la seua aparició.
Geogràficament, el complex Bactriana-Margiana travessa un àmplia àrea des del sud-est de l'Iran fins a Balutxistan i Afganistan.
Possiblement el terreny arqueològicament inexplorat de Balutxistan i Afganistan conté la resta del complex (segons Lamberg-Karlovsky, 2002).
Alguns materials de la cultura bactriomargiana ―tals com segells― s'han trobat en diversos llocs, com en la cultura de la vall de l'Indus, l'altiplà iranià, i el golf Pèrsic.
Les troballes de la cultura bactriomargiana provenen del comerç internacional en antiguitats il·lícites i s'estan trobant en col·leccions i museus occidentals.

## Una civilització prèviament desconeguda?
Els habitants de la cultura bactriomargiana eren persones sedentàries que practicaven el cultiu per irrigació de blat i ordi.
Encara que sembla que hi hagué una interacció amb els pobles nòmades de la contemporània cultura d'Andrónovo resident a les estepes de l'Àsia central.
Amb la seua impressionant cultura material que incloïa arquitectura monumental, eines de bronze, ceràmica, i joieria de pedres semiprecioses, el complex bactrio-margià exhibeix molts signes de civilització.
El descobriment d'una minúscula pedra de segell amb marques geomètriques de la cultura bactriomargiana a Turkmenistan al 2001 va fer a notar que en la cultura bactriomargiana es desenvolupava una divisió molt elaborada del treball fins a la possibilitat d'una escriptura o una protoescritura ideogràfica, i per això s'hi considera una civilització.
No queda clar, però, si les marques representen una veritable escriptura diferent de les pictografies aïllades.
Els segells de la cultura bactriomargiana contenen motius i material diferents dels segells de la regió sirianoanatòlia, Mesopotàmia i del golf Pèrsic, i mostra en les seues formes un tipus que no deriva de cap altra regió.

## La hipòtesi indoiraniana
El complex Bactriana-Margiana va atraure l'atenció dels investigadors com un possible complement material de les cultures del conjunt indoiranià, és a dir, com a part d'una gran branca separada dels protoindoeuropeus.
Així mateix, l'arqueòleg Sarianidi identificà el complex com indoiraní, encara que deixava de banda evidències concretes en els objectes trobats.

## Galeria d'imatges

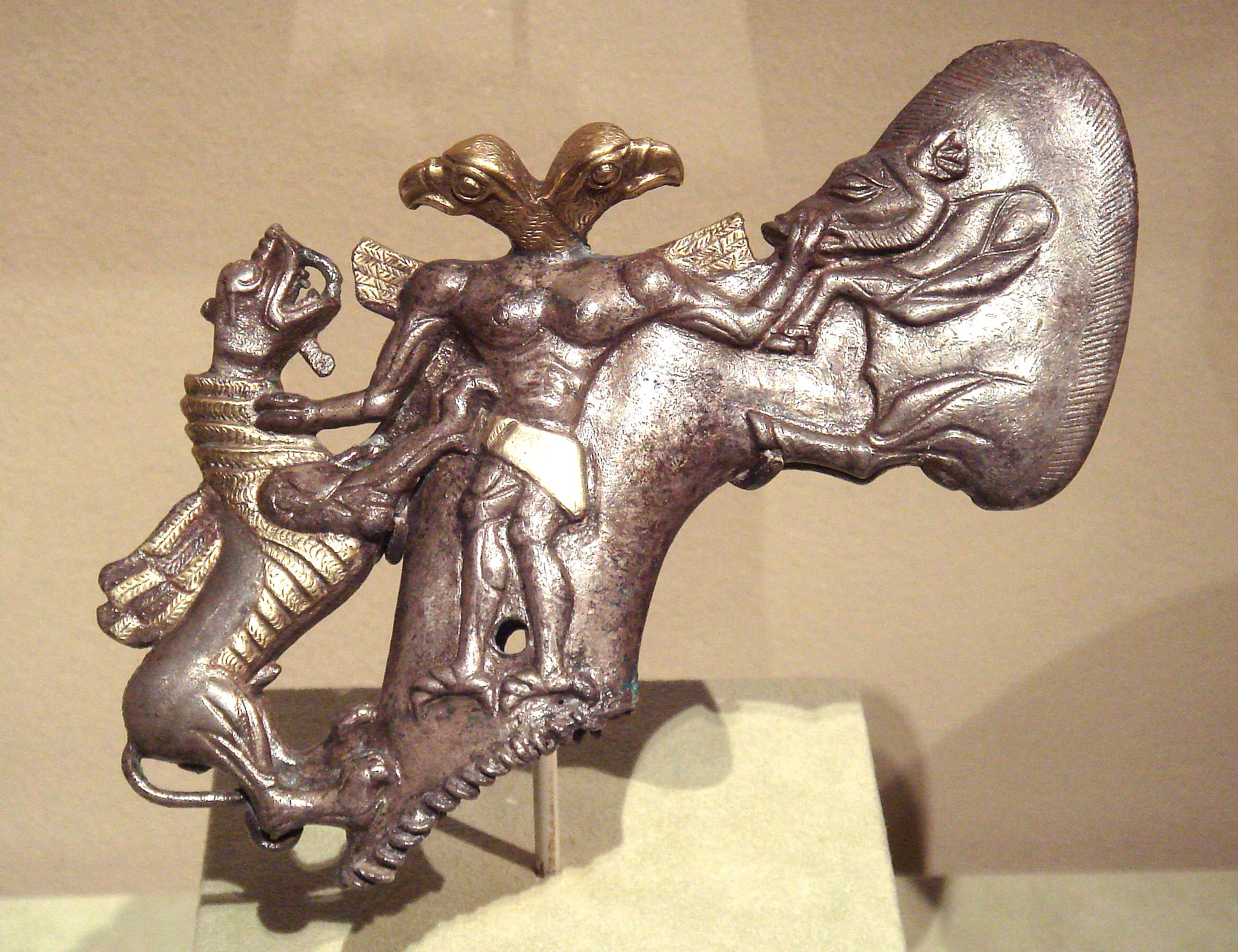
Destral bactriomargiana amb dimoni de cap d'àguila i animals, entre finals del tercer mil·lenni i principis del segon mil·lenni aC
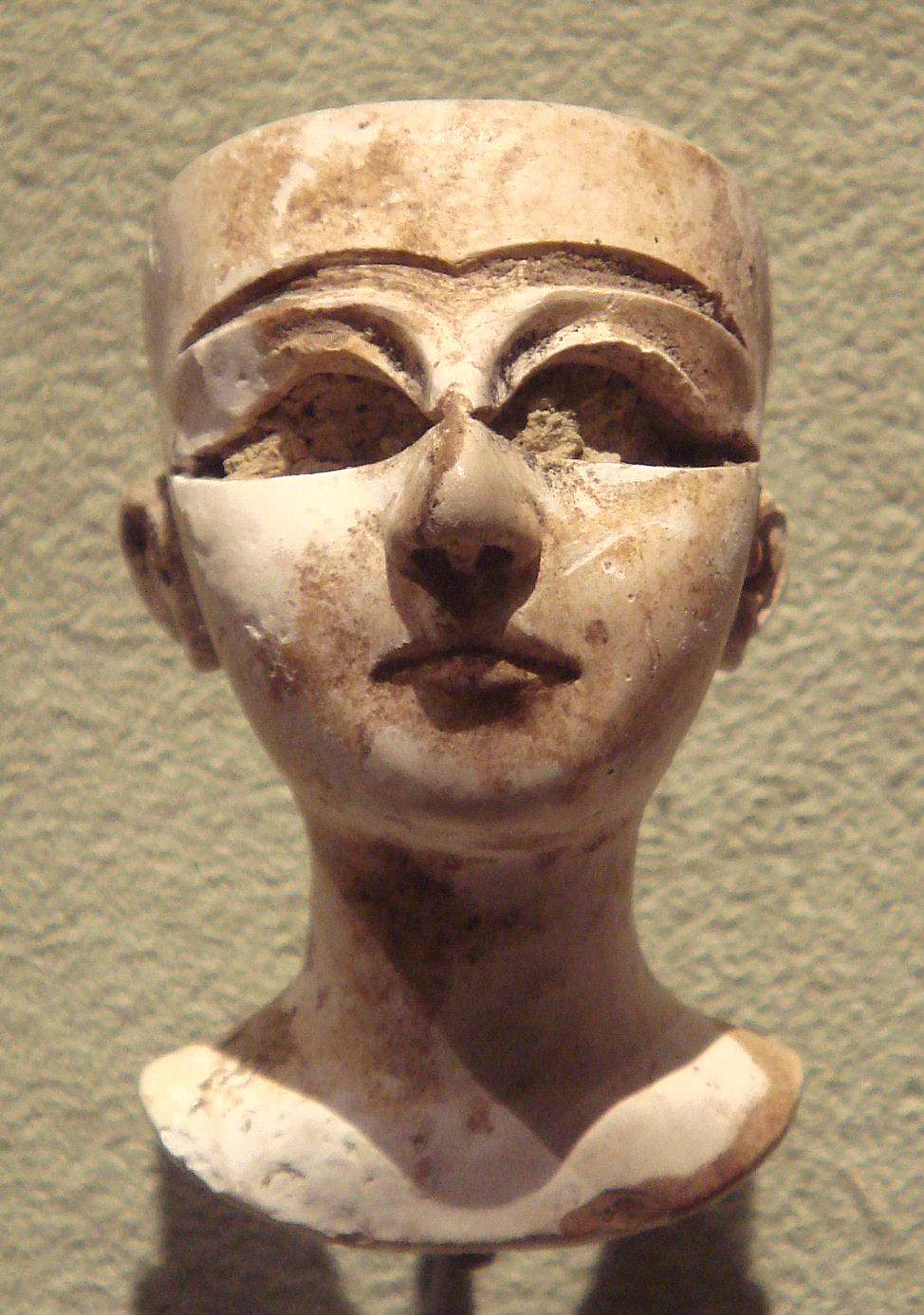
Cap de dona de la cultura bactriomargiana (entre el 2100 i el 1700 aC)
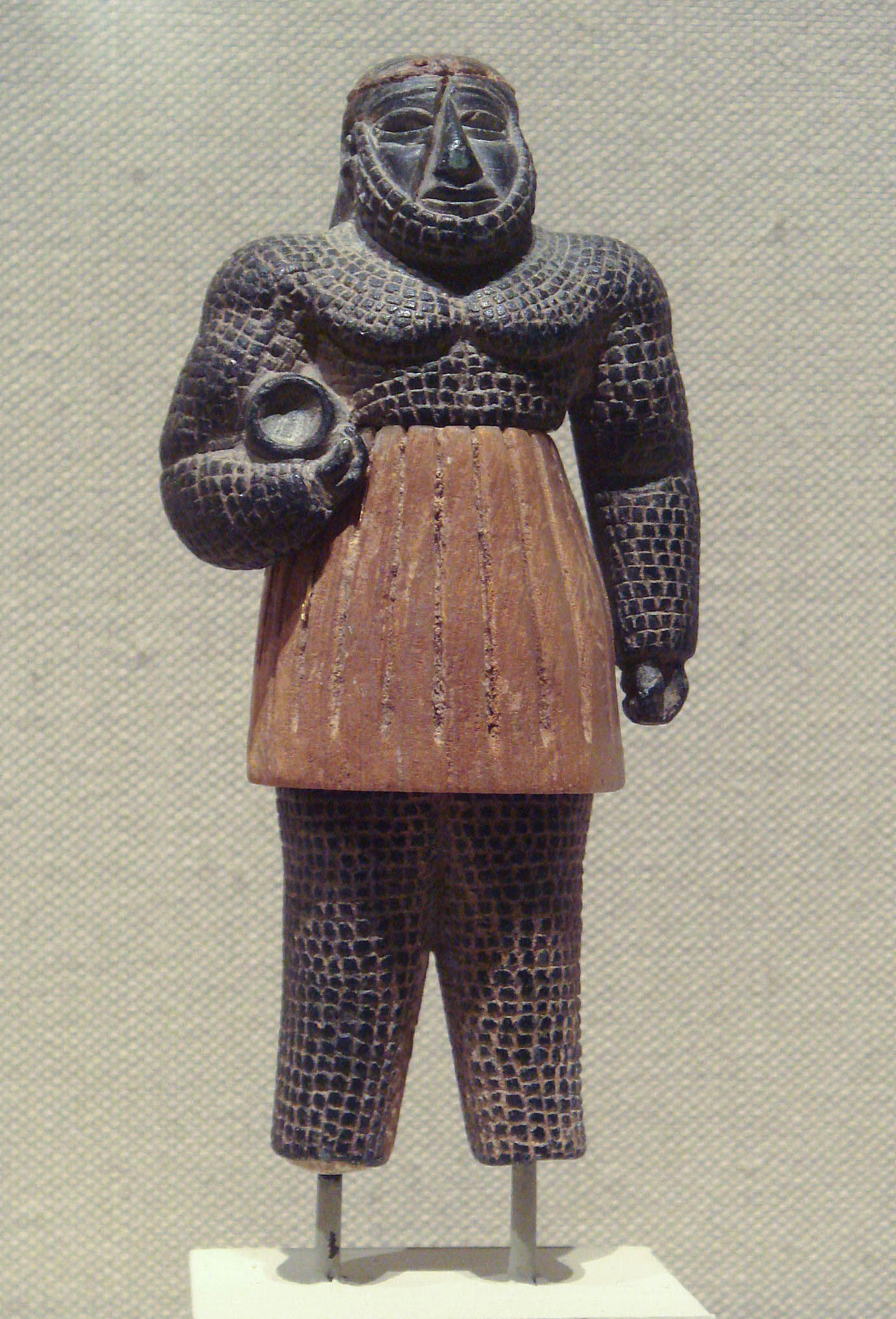
Monstre bactrià amb trompeta
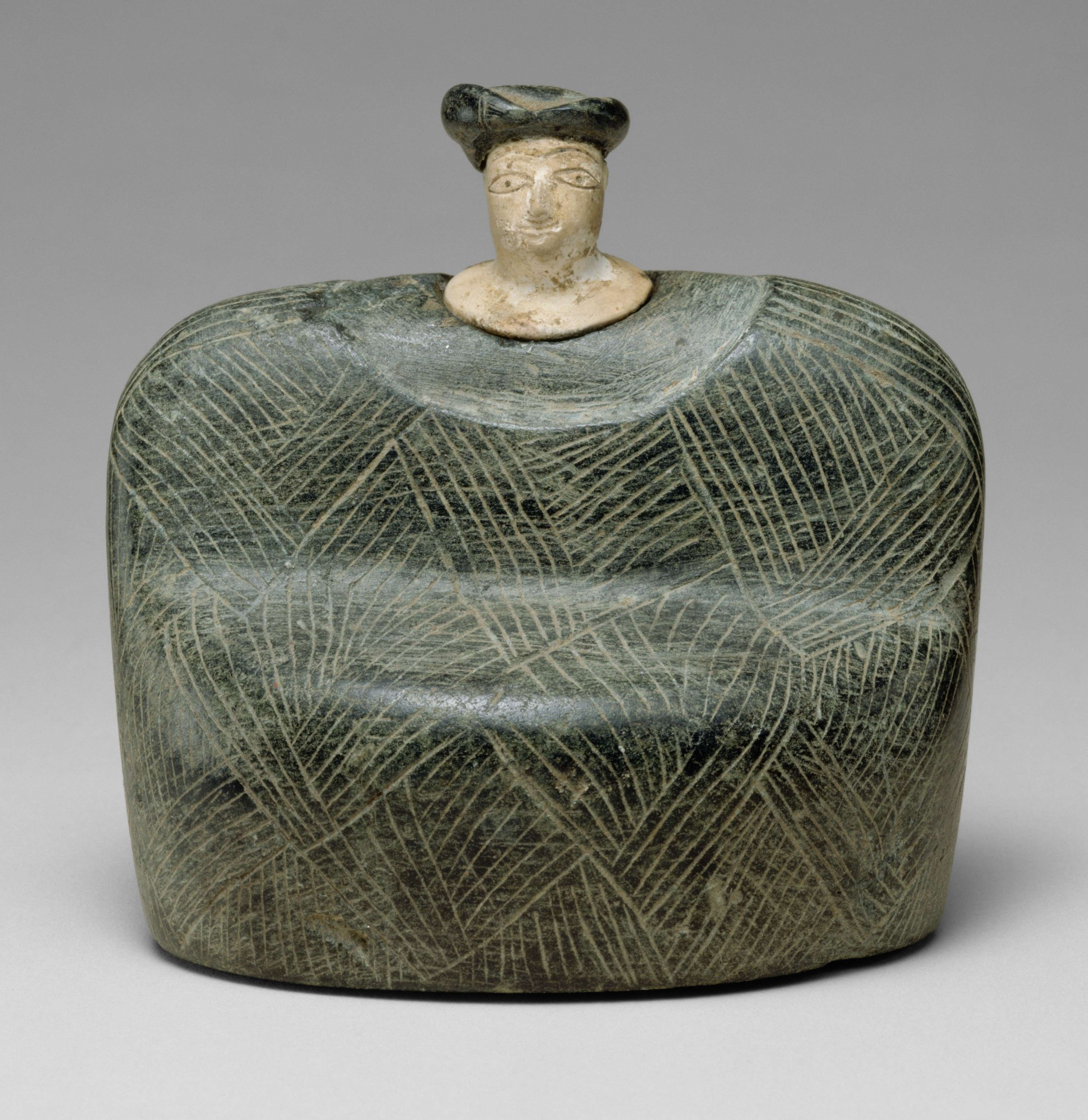
Dona bactriomargiana asseguda